# 榊健滋
榊 健滋（さかき けんじ、1月24日 - ）は、日本の漫画家。女性。北海道札幌市出身。夫は漫画家のうすた京介。

## 略歴
『赤マルジャンプ』（集英社）2005 SPRINGに掲載された「ビーチ・ボム」にてデビュー。その後、『ジャンプ the REVOLUTION!』（集英社）2006に「大正警察活劇百獣夜行」を掲載。『週刊少年ジャンプ』（集英社）2010年41号から2011年47号まで「ǝnígmǝ【エニグマ】」を連載。
『少年ジャンプ+』（集英社）2015年2月25日より毎週水曜更新にて『ラブデスター』を連載（2018年4月25日完結）。2015年9月5日より同誌にてうすた京介の『フードファイタータベル』の掲載が始まり、夫婦での同時連載となった。

## 人物
- 2016年12月28日、第一子（男児）を出産。2017年4月2日より自身のTwitterにて第一子の妊娠から出産・育児を記録した育児漫画を不定期掲載している。
- 2018年7月3日、第二子（女児）を出産[3]。産後の肥立ちが悪く、不正出血や関節痛などの産褥状態が遷延し、幼い子ども二人の世話をしながら家事や仕事復帰は困難として、夫の実家である熊本県もくしは自身の実家がある北海道への転居を検討し始める。夫の意見を尊重し、2018年12月に家族で北海道札幌市へ移住[4]。
- 2022年5月27日より、Twitterにて北海道での子育てエッセイ漫画「北国育児」を掲載している。

## 作品リスト
- ビーチボム（『赤マルジャンプ』2005 SPRING） - バレーボールを題材としたスポーツ漫画作品。
- 大正警察活劇百獣夜行（『ジャンプ the REVOLUTION!2006』） - パラレルワールドの大正時代の日本を舞台とした作品。
- 『ǝnígmǝ【エニグマ】』集英社〈ジャンプ コミックス〉全7巻（『週刊少年ジャンプ』2010年41号 - 2011年47号）
- 楽園条例（パラディス・ルール）（『少年ジャンプNEXT!』2012 AUTUMN） - いじめ問題の要素を取り入れたサスペンス作品。
- 『ラブデスター』集英社〈ジャンプ コミックス〉全12巻（『少年ジャンプ+』2015年2月25日 - 2018年4月25日）
- 『深東京』集英社〈ジャンプ コミックス〉全12巻（『少年ジャンプ+』2022年5月29日 - 2024年12月29日）

## 師匠
- 天野明[5]